# Ludwig Kaiser
Ludwig Kaiser (21. března 1862 Obergebisbach – 25. května 1906 Jaluit) byl 5. náčelník německé koloniální správy ostrova Nauru.
Již od roku 1889 pracoval na mnoha různých úřednických pozicích v německých tichomořských koloniích, hlavně na ostrově Jaluit. Do úřadu náčelníka německé koloniální správy na Nauru byl jmenován v roce 1898, kdy vystřídal Friedricha Junga. Během svého působení velmi důkladně popsal zde vyskytující se ptactvo. Po sedmi letech v úřadu, v roce 1905, byl nahrazen Konradem Geppertem.
25. května 1906 spáchal na Jaluitu, kde byl velitelem ostrova, sebevraždu.